# (35685) 1999 BT11
1999 بي تي 11 (ويعرف أيضًا باسم (35685) 1999 بي تي 11 وفق تسمية الكوكب الصغير) (بالإنجليزية: 1999 BT11)‏ هو كويكب ضمن حزام الكويكبات؛ وترتيبه 35685 من حيث الاكتشاف.
اكتُشف هذا الجُرم الفلكي بواسطة OCA–DLR Asteroid Survey ‏ في 21 يناير 1999.

## وصلات خارجية
- (35685) 1999 BT11 في قاعدة بيانات مختبر الدفع النفاث لأجرام النظام الشمسي الصغيرة

- الاكتشاف · مخطط المدار ·  العناصر المدارية · المعلمات المادية

- (35685) 1999 BT11 على موقع ويكي سكاي: DSS2, SDSS, GALEX, IRAS, Hydrogen α, X-Ray, Astrophoto, Sky Map, Articles and images